# Eva Engvall

Eva Engvall im Burnham Institute

Eva Engvall (* 1940) ist eine schwedische Biochemikerin und Molekularbiologin. 1971 entwickelte sie zusammen mit Peter Perlmann den Enzyme-linked Immunosorbent Assay (ELISA).

## Wissenschaftliche Laufbahn
Eva Engvall schloss 1975 ihre Doktorarbeit an der Universität Stockholm ab. Anschließend arbeitete sie als Postdoc an der Universität Helsinki und dem City of Hope National Medical Center in Kalifornien. 1979 erhielt sie eine Anstellung am Sanford-Burnham Medical Research Institute in La Jolla, Kalifornien. Von 1994 bis 1996 war sie sowohl Vorsitzende der Abteilung Entwicklungsbiologie an der Universität Stockholm als auch parallel Leiterin für Oncodevelopmental Biology am Sanford-Burnham Medical Research Institute. Aktuell ist Eva Engvall emeritierte Professorin.

## Forschungsarbeit
Im Zuge ihrer Doktorarbeit an der Universität Stockholm entwickelte Eva Engvall zusammen mit Peter Perlmann den ELISA (Enzyme-linked Immunosorbent Assay). Aufbauend auf der Methode des Radioimmunassays, jedoch ohne den Einsatz von radioaktiven Substanzen, wird hierbei ein Antigen durch eine enzymatische Farbreaktion mittels eines Enzym-gekoppelten Antikörpers detektiert. Parallel zu Engvall und Perlmann entwickelten Anton H. W. M. Schuurs und Bauke K. Van Weemen in den Niederlanden einen Enzymimmunoassay im Jahre 1971.
Engvall nutze ELISA auch später noch weiterhin in ihrer Forschung, war jedoch in keiner Weiterentwicklung des Assays involviert.
In ihrer weiteren Laufbahn lagen Engvalls Forschungsinteresse und Schwerpunkte auf Zell-Matrix Interaktionen und der extrazellulären Matrix [3]. Hierbei hat sie gemeinsam mit Kollegen mehrere extrazelluläre Proteine identifiziert und beschrieben, unter anderem das Glykoprotein Merosin (Laminin 2), welches bei Mangel zu einer Form der Muskeldystrophie führen kann.

## Ehrungen
- 1976 Preis für „Biochemische Analytik“ der Deutschen Gesellschaft für Klinische Chemie und Laboratoriumsmedizin e. V. (DGKL) zusammen mit Peter Perlmann, Anton H. W. M. Schuurs und Bauke K. Van Weemen[13][4]
- U.S. Clinical Ligand Assay Society[4]
- November 1994 Ehrendoktor in Medizin an der Universität Kopenhagen[3][4]
- 1995 Edmund & Mary Shea Family Foundation[4]

## Zitat
“After all this time, it is surprising that ELISA has not been replaced by something more modern, such as the PCR, chemiluminescence, or something else. The reason? Few assay systems are as simple as the ELISA and require so little in terms of automation and equipment. There is beauty in simplicity.”

„Nach all dieser Zeit ist es überraschend, dass der ELISA nicht durch etwas Moderneres wie PCR, Chemolumineszenz oder etwas anderes ersetzt wurde. Der Grund? Nur wenige Testsysteme sind so einfach wie der ELISA und erfordern so wenig Automatisierung und Material. Es liegt Schönheit in der Einfachheit.“